# Пронгорн (Орегон)
Пронгорн (англ. Pronghorn) — переписна місцевість (CDP) в США, в окрузі Дешутс штату Орегон. Населення — 92 особи (2020).

## Географія
Пронгорн розташований за координатами 44°11′17″ пн. ш. 121°10′54″ зх. д. / 44.18806° пн. ш. 121.18167° зх. д. (44.188145, -121.181655).  За даними Бюро перепису населення США в 2010 році переписна місцевість мала площу 17,10 км², уся площа — суходіл.

## Демографія
Згідно з переписом 2010 року, у переписній місцевості мешкали 34 особи в 15 домогосподарствах у складі 14 родин. Густота населення становила 2 особи/км².  Було 100 помешкань (6/км²).
Расовий склад населення:
| - 100,0 % — білих |

До двох чи більше рас належало 0,0 %. Частка іспаномовних становила 0,0 % від усіх жителів.
За віковим діапазоном населення розподілялося таким чином: 17,6 % — особи молодші 18 років, 55,9 % — особи у віці 18—64 років, 26,5 % — особи у віці 65 років та старші. Медіана віку мешканця становила 58,5 року. На 100 осіб жіночої статі у переписній місцевості припадало 100,0 чоловіків;  на 100 жінок у віці від 18 років та старших — 100,0 чоловіків також старших 18 років.
Цивільне працевлаштоване населення становило 5 осіб. Основні галузі зайнятості: будівництво — 100,0 %.